# Bachhagel
Bachhagel település Németországban, azon belül Bajorországban. Lakosainak száma 2296 fő (2023. december 31.).

## Népesség
A település népessége az elmúlt években az alábbi módon változott:
| Lakosok száma | 423  | 711  | 794  | 1788 | 2202 | 2183 | 2187 | 2197 | 2248 | 2296 |
|               | 1875 | 1950 | 1975 | 1987 | 2012 | 2014 | 2016 | 2017 | 2021 | 2023 |